# Deutsche Badmintonmeisterschaft 2013
Die Deutschen Badmintonmeisterschaften 2013 fanden vom 31. Januar bis zum 3. Februar 2013 in Bielefeld statt. Austragungsort war die Seidensticker Halle. Es war die 61. Auflage der Titelkämpfe.

## Medaillengewinner
| Disziplin    | Gold                                                                   | Silber                                                            | Bronze                                                                     |
| ------------ | ---------------------------------------------------------------------- | ----------------------------------------------------------------- | -------------------------------------------------------------------------- |
| Herreneinzel | Marc Zwiebler (1. BC Beuel)                                            | Lukas Schmidt (1. BC Bischmisheim)                                | Marcel Reuter (1. BC Bischmisheim)                                         |
| Herreneinzel | Marc Zwiebler (1. BC Beuel)                                            | Lukas Schmidt (1. BC Bischmisheim)                                | Sven Eric Kastens (SG EBT Berlin)                                          |
| Dameneinzel  | Fabienne Deprez (FC Langenfeld)                                        | Carola Bott (BV Gifhorn)                                          | Karin Schnaase (SC Union 08 Lüdinghausen)                                  |
| Dameneinzel  | Fabienne Deprez (FC Langenfeld)                                        | Carola Bott (BV Gifhorn)                                          | Monja Ehlert (BC Eintracht Südring Berlin)                                 |
| Herrendoppel | Ingo Kindervater (1. BC Beuel) Johannes Schöttler (1. BC Bischmisheim) | Michael Fuchs (1. BC Bischmisheim) Oliver Roth (PTSV Rosenheim)   | Andreas Heinz (1. BC Beuel) Max Schwenger (TV Refrath)                     |
| Herrendoppel | Ingo Kindervater (1. BC Beuel) Johannes Schöttler (1. BC Bischmisheim) | Michael Fuchs (1. BC Bischmisheim) Oliver Roth (PTSV Rosenheim)   | Peter Käsbauer (PTSV Rosenheim) Josche Zurwonne (SC Union 08 Lüdinghausen) |
| Damendoppel  | Johanna Goliszewski (1. BV Mülheim) Birgit Michels (1. BC Beuel)       | Isabel Herttrich (PTSV Rosenheim) Carla Nelte (TV Refrath)        | Carola Bott (BV Gifhorn) Monja Ehlert (BC Eintracht Südring Berlin)        |
| Damendoppel  | Johanna Goliszewski (1. BV Mülheim) Birgit Michels (1. BC Beuel)       | Isabel Herttrich (PTSV Rosenheim) Carla Nelte (TV Refrath)        | Nadine Cordes (TSV Trittau) Annekatrin Lillie (TSV Trittau)                |
| Mixed        | Michael Fuchs (1. BC Bischmisheim) Birgit Michels (1. BC Beuel)        | Peter Käsbauer (PTSV Rosenheim) Isabel Herttrich (PTSV Rosenheim) | Max Schwenger (TV Refrath) Carla Nelte (TV Refrath)                        |
| Mixed        | Michael Fuchs (1. BC Bischmisheim) Birgit Michels (1. BC Beuel)        | Peter Käsbauer (PTSV Rosenheim) Isabel Herttrich (PTSV Rosenheim) | Denis Nyenhuis (TV Refrath) Laura Ufermann (STC Blau-Weiß Solingen)        |

## Herreneinzel
- Daniel Benz  – Carsten Krüger: 21-4 21-16
- Gregory Schneider  – Robert Franke: 21-14 21-11
- Andreas Kämmer – Christopher Klein: 21-13 21-17
- Philipp Wachenfeld – Stefan Adam: 21-10 21-16
- Patrick Kämnitz – David Peng: 21-16 21-19
- Dominic Scherpen – Adrian Belke: 21-17 21-15
- Fabian Roth – Lin-Yu Oei: 21-15 21-12
- Till Felsner – Florian Waffler: 21-16 21-8
- Mark Lamsfuß – Ronald Huber: 21-16 21-16
- Lars Schänzler – Philipp Discher: 21-10 21-16
- Johann Höflitz – Alexander Strehse: 21-14 13-21 21-14
- Jonathan Persson – Patrick Beier: 21-17 21-5
- Sebastian Rduch – Benjamin Wanhoff: 21-17 21-14
- Matthias Deininger – Dennis Friedenstab: 23-21 21-17
- Jan Collin Strehse – Tobias Axmann: 21-15 21-11
- Philip Merz – Julien Gupta: 22-20 19-21 21-14
- David Kramer – Andreas Schneider: 21-15 21-7
- Kai Waldenberger – Robert Hinsche: 22-20 21-14
- Christopher Skrzeba – Steffen Peterskovsky: 23-21 10-21 21-18
- Max Weißkirchen – Lucas Bednorsch: 21-15 17-21 21-8
- Jens Ehlert – Timo Kettner: 21-7 21-15
- Matthias Kissing – Nikolaj Persson: w.o.
- Kai Schäfer – Gregory Schneider: 21-18 17-21 21-18
- Marc Zwiebler – Andreas Kämmer: 21-7 21-7
- Daniel Benz – Philipp Wachenfeld: 21-17 11-21 21-9
- Patrick Kämnitz – Johannes Pistorius: 21-16 21-16
- Marcel Reuter – Dominic Scherpen: 21-7 21-13
- Fabian Roth – Till Felsner: 21-18 21-12
- Sebastian Schöttler – Mark Lamsfuß: 21-9 21-11
- Lars Schänzler – Johann Höflitz: 21-14 22-20
- Sebastian Rduch – Jonathan Persson: 21-13 21-8
- Alexander Roovers – Matthias Deininger: 21-12 21-16
- Malte Laibacher – Jan Collin Strehse: 21-18 21-15
- Lukas Schmidt – Philip Merz: 21-11 21-18
- Kai Waldenberger – David Kramer: 21-9 21-16
- Sven Eric Kastens – Christopher Skrzeba: 21-16 21-15
- Max Weißkirchen – Jens Ehlert: 21-17 21-17
- Dieter Domke – Matthias Kissing: 21-12 21-5
- Marc Zwiebler – Daniel Benz: 21-19 21-18
- Patrick Kämnitz – Kai Schäfer: 21-15 7-21 21-13
- Marcel Reuter – Fabian Roth: 21-17 24-22
- Sebastian Schöttler – Lars Schänzler: 21-15 21-16
- Sebastian Rduch – Alexander Roovers: 21-15 21-13
- Lukas Schmidt – Malte Laibacher: 21-3 21-14
- Sven Eric Kastens – Kai Waldenberger: 21-19 21-17
- Dieter Domke – Max Weißkirchen: 21-11 21-18
- Marc Zwiebler – Marcel Reuter: 21-17 21-15
- Lukas Schmidt – Sven Eric Kastens: 21-16 16-21 21-11
- Marc Zwiebler – Patrick Kämnitz: 21-10 21-6
- Marcel Reuter – Sebastian Schöttler: 21-14 21-6
- Lukas Schmidt – Sebastian Rduch: 21-16 21-17
- Sven Eric Kastens – Dieter Domke: 21-16 21-19
- Marc Zwiebler – Lukas Schmidt: 21-14 21-10

## Dameneinzel
- Yvonne Li – Melanie Schell: 21-9 21-11
- Lara Käpplein – Tania Jötten: 21-18 21-18
- Mascha Bahro – Beke Recht: 21-16 21-19
- Neele Voigt – Nicole Schnurrer: 21-11 21-17
- Ramona Hacks – Juliane Peters: 21-19 21-15
- Fabienne Köhler – Viviane Charoloy: 18-21 21-19 21-14
- Sandra Emrich – Amelie Oliwa: 21-13 21-12
- Janice Kaulitzky – Sonja Schlösser: 19-21 21-15 21-18
- Laura Wich – Tessa Koschig: 21-15 21-13
- Miriam Mantell – Nicole Bartsch: 21-16 21-7
- Larina Tornow – Nicole Hörsting: 22-20 21-7
- Anna Jungmann – Diana Lamsfuß: 21-11 21-11
- Lisa Deichgräber – Nadine Kuhnert: 21-5 21-7
- Stefanie Arns – Laura Kaiser: 21-16 21-19
- Verena Venhaus – Alexandra Schmedtje: 21-17 21-10
- Alina Hammes – Helena Storch: 21-15 21-12
- Lisa Kaminski – Nathalie Burger: 21-15 21-12
- Maxi Stelzer – Katja Stolte: 21-15 21-15
- Julia Kunkel – Janine Rehrmann: 21-15 21-19
- Karin Schnaase – Yvonne Li: 21-12 21-10
- Anika Dörr – Lara Käpplein: 21-18 21-14
- Mona Reich – Mascha Bahro: 21-7 21-6
- Ramona Hacks – Neele Voigt: 11-21 21-11 21-16
- Carola Bott – Fabienne Köhler: 21-16 21-11
- Mette Stahlberg – Sandra Emrich: 22-20 21-12
- Janice Kaulitzky – Lisa Heidenreich: 12-13 Aufgabe
- Laura Wich – Laila Jötten: 21-8 21-18
- Theresa Wurm – Miriam Mantell: 21-18 21-16
- Luise Heim – Larina Tornow: 21-15 21-11
- Lisa Deichgräber – Anna Jungmann: 19-21 21-17 21-9
- Fabienne Deprez – Stefanie Arns: 21-16 21-11
- Alina Hammes – Verena Venhaus: 21-18 21-6
- Monja Ehlert – Lisa Kaminski: 21-16 21-15
- Annika Horbach – Maxi Stelzer: 21-13 21-16
- Julia Kunkel – Olga Konon: w.o.
- Karin Schnaase – Anika Dörr: 21-7 21-6
- Mona Reich – Ramona Hacks: 21-16 21-12
- Carola Bott – Mette Stahlberg: 21-16 21-9
- Laura Wich – Janice Kaulitzky: 21-14 21-16
- Luise Heim – Theresa Wurm: 21-9 20-22 21-15
- Fabienne Deprez – Lisa Deichgräber: 21-8 21-17
- Monja Ehlert – Alina Hammes: 17-21 21-16 21-12
- Annika Horbach – Julia Kunkel: 21-17 21-15
- Carola Bott – Karin Schnaase: 22-20 13-7 Aufgabe
- Fabienne Deprez – Monja Ehlert: 21-8 21-13
- Karin Schnaase – Mona Reich: 21-15 21-11
- Carola Bott – Laura Wich: 21-12 21-17
- Fabienne Deprez – Luise Heim: 21-11 21-13
- Monja Ehlert – Annika Horbach: 21-19 21-12
- Fabienne Deprez – Carola Bott: 21-18 17-21 21-15

## Herrendoppel
- Till Felsner / Christopher Klein – Stefan Adam / Tobias Axmann: 21-19 21-16
- Max Weißkirchen / Hannes Käsbauer – Alexander Buchwald / Simon Böer: 21-10 21-16
- Patrick Beier / Lucas Bednorsch – Christopher Fix / Steffen Peterskovsky: 21-11 19-21 21-17
- Robert Franke / Jens Ehlert – Malte Laibacher / Benjamin Wanhoff: 21-11 21-9
- Marcel Sommerfeld / Thorsten Kunkel – Timo Teulings / Benjamin Wahl: 21-16 19-21 21-9
- Johannes Schöttler / Ingo Kindervater – Lin-Yu Oei / Marcel Stechert: 21-7 21-10
- Daniel Porath / Robert Hinsche – Till Felsner / Christopher Klein: 21-16 21-11
- Fabian Stoppel / Christian Bald – Alois Henke / Sascha Wohlfeil: 21-14 21-11
- Jens Lamsfuß / Matthias Kissing – Patrick Roth / Sebastian Roth: 21-16 22-20
- Timo Kettner / Ronald Huber – Lukas Behme / Lucas Gredner: 17-21 22-20 21-9
- Mats Hukriede / Finn Torben Glomp – Mark Byerly / Mark Lamsfuß: 21-10 21-16
- Niclas Lohau / Julien Gupta – Philip Merz / Florian Waffler: 21-18 18-21 21-18
- Max Weißkirchen / Hannes Käsbauer – Thorsten Hukriede / Stephan Löll: 17-21 21-19 24-22
- Max Schwenger / Andreas Heinz – Matthias Deininger / Andreas Schneider: 21-9 21-17
- Gregory Schneider / Steffen Hohenberg – Andreas Pistorius / Fabian Specht: 21-14 21-12
- Fabian Holzer / Raphael Beck – Lucas Bednorsch / Patrick Beier: 23-21 21-16
- Robert Franke / Jens Ehlert – Alexander Strehse / Jan Collin Strehse: 21-11 21-14
- Robert Georg / Daniel Benz – Thorsten Kunkel / Marcel Sommerfeld: 21-10 21-15
- Nikolaj Persson / Maurice Niesner – Christian Bald / Fabian Stoppel: 21-15 21-10
- Jens Lamsfuß / Matthias Kissing – Johann Höflitz / Ingo Waltermann: 23-21 21-19
- Josche Zurwonne / Peter Käsbauer – Andreas Bernwald / Jann Raupach: 21-9 21-9
- Tobias Wadenka / Manuel Heumann – Ronald Huber / Timo Kettner: 21-15 21-17
- Philipp Wachenfeld / Denis Nyenhuis – Johannes Pistorius / Marvin Seidel: 14-21 21-19 21-18
- Mats Hukriede / Finn Torben Glomp – Daniel Müller / Jonathan Persson: 21-16 21-10
- Oliver Roth / Michael Fuchs – Andreas Kämmer / Bastian Zimmermann: 21-11 21-16
- Johannes Schöttler / Ingo Kindervater – Robert Hinsche / Daniel Porath: 21-8 21-11
- Max Weißkirchen / Hannes Käsbauer – Julien Gupta / Niclas Lohau: 21-13 21-19
- Max Schwenger / Andreas Heinz – Steffen Hohenberg / Gregory Schneider: 21-7 24-22
- Robert Franke / Jens Ehlert – Raphael Beck / Fabian Holzer: 21-12 14-21 21-18
- Nikolaj Persson / Maurice Niesner – Daniel Benz / Robert Georg: 21-17 15-21 21-9
- Josche Zurwonne / Peter Käsbauer – Matthias Kissing / Jens Lamsfuß: 21-16 21-15
- Philipp Wachenfeld / Denis Nyenhuis – Manuel Heumann / Tobias Wadenka: 21-13 21-13
- Oliver Roth / Michael Fuchs – Finn Torben Glomp / Mats Hukriede: 26-24 21-16
- Johannes Schöttler / Ingo Kindervater – Andreas Heinz / Max Schwenger: 21-18 14-21 21-16
- Oliver Roth / Michael Fuchs – Peter Käsbauer / Josche Zurwonne: 21-19 21-17
- Johannes Schöttler / Ingo Kindervater – Hannes Käsbauer / Max Weißkirchen: 21-11 21-15
- Max Schwenger / Andreas Heinz – Jens Ehlert / Robert Franke: 21-13 17-21 21-10
- Josche Zurwonne / Peter Käsbauer – Maurice Niesner / Nikolaj Persson: 21-19 21-12
- Oliver Roth / Michael Fuchs – Denis Nyenhuis / Philipp Wachenfeld: 21-19 21-8
- Johannes Schöttler / Ingo Kindervater – Michael Fuchs / Oliver Roth: 21-15 21-17

## Damendoppel
- Larina Tornow / Linn Engelmann – Lisa Kaminski / Janice Kaulitzky: 15-21 22-20 21-7
- Christina Kunzmann / Barbara Bellenberg – Nathalie Burger / Viviane Charoloy: 21-9 21-11
- Nicole Schnurrer / Stefanie Arns – Anna Jungmann / Maxi Stelzer: 22-20 21-19
- Birgit Michels / Johanna Goliszewski – Vanessa Poyatos / Melanie Schell: 21-10 21-9
- Kerstin Wagner / Nadine Kuhnert – Linn Engelmann / Larina Tornow: 21-17 22-20
- Yvonne Li / Laura Kaiser – Janine Rehrmann / Katharina Stork: 21-12 21-16
- Helena Storch / Nicole Bartsch – Karina Büser / Verena Venhaus: 21-14 14-21 21-7
- Juliane Peters / Tessa Koschig – Laila Jötten / Tania Jötten: 21-19 17-21 21-13
- Laura Wich / Anika Dörr – Alexandra Schmedtje / Katja Stolte: 21-23 21-15 21-10
- Jennifer Karnott / Lisa Deichgräber – Diana Lamsfuß / Sarah Lamsfuß: 21-11 21-11
- Monja Ehlert / Carola Bott – Lara Käpplein / Theresa Wurm: 21-12 21-14
- Christina Kunzmann / Barbara Bellenberg – Meike Behrens / Annika Horbach: 18-21 21-16 21-16
- Kira Kattenbeck / Alina Hammes – Melanie Hellhorst / Lea-Lyn Stremlau: 21-10 21-11
- Ramona Hacks / Linda Efler – Stefanie Arns / Nicole Schnurrer: 21-13 21-18
- Mona Reich / Sandra Emrich – Laura Kaiser / Yvonne Li: 21-17 21-17
- Annekatrin Lillie / Nadine Cordes – Angela Giebmanns / Nicole Hörsting: 21-6 21-13
- Laura Riffelmann / Miriam Mantell – Mascha Bahro / Fabienne Köhler: 21-14 21-11
- Neele Voigt / Laura Ufermann – Amelie Oliwa / Amelie Storch: 21-10 21-16
- Helena Storch / Nicole Bartsch – Bianca Pils / Sonja Schlösser: 21-19 16-21 21-13
- Mette Stahlberg / Hanna Kölling – Corinne Beutler / Beke Recht: 21-10 21-18
- Juliane Peters / Tessa Koschig – Eva Janssens / Julia Kunkel: 24-22 21-14
- Carla Nelte / Isabel Herttrich – Nadine Ehlenbröker / Kira Weddemar: 21-11 21-13
- Birgit Michels / Johanna Goliszewski – Nadine Kuhnert / Kerstin Wagner: 21-8 21-14
- Jennifer Karnott / Lisa Deichgräber – Anika Dörr / Laura Wich: 22-20 28-26
- Monja Ehlert / Carola Bott – Barbara Bellenberg / Christina Kunzmann: 21-15 21-9
- Kira Kattenbeck / Alina Hammes – Linda Efler / Ramona Hacks: 24-22 21-15
- Annekatrin Lillie / Nadine Cordes – Sandra Emrich / Mona Reich: 21-17 21-12
- Laura Riffelmann / Miriam Mantell – Laura Ufermann / Neele Voigt: 21-15 21-18
- Mette Stahlberg / Hanna Kölling – Nicole Bartsch / Helena Storch: 21-9 21-7
- Carla Nelte / Isabel Herttrich – Tessa Koschig / Juliane Peters: 21-6 21-11
- Birgit Michels / Johanna Goliszewski – Carola Bott / Monja Ehlert: 19-21 21-16 21-10
- Carla Nelte / Isabel Herttrich – Nadine Cordes / Annekatrin Lillie: 21-19 21-8
- Birgit Michels / Johanna Goliszewski – Lisa Deichgräber / Jennifer Karnott: 21-12 21-11
- Monja Ehlert / Carola Bott – Alina Hammes / Kira Kattenbeck: 21-7 21-13
- Annekatrin Lillie / Nadine Cordes – Miriam Mantell / Laura Riffelmann: 21-12 21-16
- Carla Nelte / Isabel Herttrich – Hanna Kölling / Mette Stahlberg: 21-16 21-10
- Birgit Michels / Johanna Goliszewski – Isabel Herttrich / Carla Nelte: 21-17 21-17

## Mixed
- Max Weißkirchen / Eva Janssens  – Roland Wolff / Corinne Beutler: 13-21 21-10 21-12
- Till Felsner / Vanessa Poyatos  – Jens Lamsfuß / Sarah Lamsfuß: 19-21 21-16 21-15
- Philipp Wachenfeld / Fabienne Köhler  – Maurice Niesner / Yvonne Li: 21-11 21-13
- Robert Hinsche / Bianca Pils  – Stefan Waffler / Julia Kunkel: 21-8 21-14
- Lucas Gredner / Meike Behrens  – Lino Meyer / Jacqueline Mazurek: 21-4 21-16
- Raphael Beck / Alina Hammes  – Matthias Deininger / Viviane Charoloy: 21-15 21-13
- Mats Hukriede / Linn Engelmann  – Manuel Heumann / Christina Kunzmann: 21-9 19-21 21-19
- Robert Franke / Nadine Kuhnert  – Fabian Stoppel / Laura Riffelmann: 21-16 11-21 21-12
- Philip Merz / Amelie Storch  – Kai Waldenberger / Mette Stahlberg: 21-13 21-14
- Steffen Hohenberg / Barbara Bellenberg:  – Christopher Fix / Tessa Koschig: 21-11 17-21 21-18
- Andreas Heinz / Annika Horbach – Lin-Yu Oei / Nadine Cordes: 21-14 21-15
- Andreas Kämmer / Lisa Deichgräber – Stefan Adam / Nicole Bartsch: 21-13 21-17
- Daniel Benz / Mona Reich – Sebastian Staats / Lea-Lyn Stremlau: 21-17 14-21 21-14
- Johannes Pistorius / Luise Heim – Daniel Porath / Sonja Schlösser: 14-21 21-15 21-15
- Mark Byerly / Linda Efler – Benjamin Wahl / Kerstin Wagner: 21-17 21-13
- Michael Fuchs / Birgit Michels – Max Weißkirchen / Eva Janssens: 21-11 21-12
- Tobias Wadenka / Amelie Oliwa – Ingo Waltermann / Juliane Peters: 21-15 21-12
- Oliver Roth / Johanna Goliszewski – Till Felsner / Vanessa Poyatos: 21-14 21-17
- Fabian Roth / Jennifer Karnott – Philipp Wachenfeld / Fabienne Köhler: 21-12 21-11
- Lucas Gredner / Meike Behrens – Benjamin Wanhoff / Nadine Ehlenbröker: 25-23 21-9
- Max Schwenger / Carla Nelte – Robert Hinsche / Bianca Pils: 21-8 12-21 21-10
- Thorsten Hukriede / Neele Voigt – Raphael Beck / Alina Hammes: 21-16 22-20
- Marvin Seidel / Lara Käpplein – Mats Hukriede / Linn Engelmann: 18-21 21-16 21-19
- Josche Zurwonne / Fabienne Deprez – Robert Franke / Nadine Kuhnert: 21-16 21-7
- Hannes Käsbauer / Kira Kattenbeck – Philip Merz / Amelie Storch: 21-12 21-17
- Steffen Peterskovsky / Sandra Emrich – Steffen Hohenberg / Barbara Bellenberg: 21-18 21-15
- Peter Käsbauer / Isabel Herttrich – Andreas Heinz / Annika Horbach: 21-17 21-10
- Denis Nyenhuis / Laura Ufermann – Andreas Kämmer / Lisa Deichgräber: 21-8 21-18
- Jens Ehlert / Monja Ehlert – Daniel Benz / Mona Reich: 21-14 19-21 21-19
- Johannes Pistorius / Luise Heim – Oliver Schmidt / Angela Giebmanns: 21-16 21-10
- Mark Byerly / Linda Efler – Johannes Schöttler / Olga Konon: w.o.
- Oliver Roth / Johanna Goliszewski – Fabian Roth / Jennifer Karnott: 21-17 21-17
- Peter Käsbauer / Isabel Herttrich – Steffen Peterskovsky / Sandra Emrich: 21-10 21-11
- Michael Fuchs / Birgit Michels – Tobias Wadenka / Amelie Oliwa: 21-19 21-17
- Max Schwenger / Carla Nelte – Lucas Gredner / Meike Behrens: 21-15 22-20
- Thorsten Hukriede / Neele Voigt – Marvin Seidel / Lara Käpplein: 21-15 21-18
- Josche Zurwonne / Fabienne Deprez – Hannes Käsbauer / Kira Kattenbeck: 21-18 21-17
- Denis Nyenhuis / Laura Ufermann – Jens Ehlert / Monja Ehlert: 21-14 21-10
- Johannes Pistorius / Luise Heim – Mark Byerly / Linda Efler: 21-11 19-21 21-19
- Michael Fuchs / Birgit Michels – Max Schwenger / Carla Nelte: 21-14 19-21 21-19
- Peter Käsbauer / Isabel Herttrich – Denis Nyenhuis / Laura Ufermann: 21-14 21-13
- Michael Fuchs / Birgit Michels – Oliver Roth / Johanna Goliszewski: 21-17 21-17
- Max Schwenger / Carla Nelte – Thorsten Hukriede / Neele Voigt: 20-22 21-14 21-18
- Peter Käsbauer / Isabel Herttrich – Josche Zurwonne / Fabienne Deprez: 21-15 21-19
- Denis Nyenhuis / Laura Ufermann – Johannes Pistorius / Luise Heim: 21-15 21-16
- Michael Fuchs / Birgit Michels – Peter Käsbauer / Isabel Herttrich: 21-7 21-17